# Primera Guerra Balcànica
La Primera Guerra Balcànica va ser un conflicte armat entre l'Imperi Otomà i els països que conformaven la Lliga Balcànica (Grècia, Sèrbia, Montenegro i Bulgària). S'inicià el 8 d'octubre de 1912 i acabà parcialment el 30 de maig de 1913, amb la batalla d'Adrianòpolis i el Tractat de Londres, que concedí considerables guanys territorials als països de la Lliga. Entre el tractat i la pau definitiva, però, es produïren diferents enfrontaments que s'han anomenat Segona Guerra Balcànica.

## Orígens
Després de la independència dels diversos estats balcànics respecte a l'Imperi Otomà, durant el segle xix, Sèrbia, Grècia i Montenegro anaren aconseguint guanys territorials. A començaments del segle xx tots aquests estats desitjaven incorporar parts importants de l'Imperi Otomà a la zona de Rumèlia, Albània, Macedònia i Tràcia. Les tensions entre els mateixos estats balcànics per les seves aspiracions contraposades sobre aquests territoris havien disminuït i, d'altra banda, la revolució dels Joves Turcs de juliol de 1908 havia imposat la constitució de 1876 al soldà Abdul Hamid II. Això fou aprofitat per Grècia per annexionar-se Creta, per l'imperi austrohongarès per annexionar-se Bòsnia, i per Bulgària per declarar-se independent.
El setembre de 1911 Itàlia decidí annexionar-se la zona de la Tripolitània, territori ambicionat des de feia temps. L'envaí amb una ràpida ocupació, tot i que la resistència de diverses poblacions allargà el conflicte. Per desencallar-ho, Itàlia decidí atacar Turquia directament amb el bombardeig naval de Beirut i l'ocupació de les illes Espòrades. El govern turc demanà la pau amb el tractat d'Ouchy i cedí algunes de les illes a Itàlia i donà autonomia a la Tripolitània i la Cirenaica; amb tot foren ocupades poc després per Itàlia sense oposició. Els èxits italians davant dels turcs animaren els estats balcànics amb el suport de Rússia, que volia recuperar la seva influència als Balcans. Durant l'any 1912 es firmaren tractats de col·laboració entre Bulgària i Sèrbia (el març), Bulgària i Grècia (el maig) i entre Montenegro i Sèrbia i Bulgària (octubre). Tots aquests passos semblaven dur cap a un enfrontament armat.

## La guerra

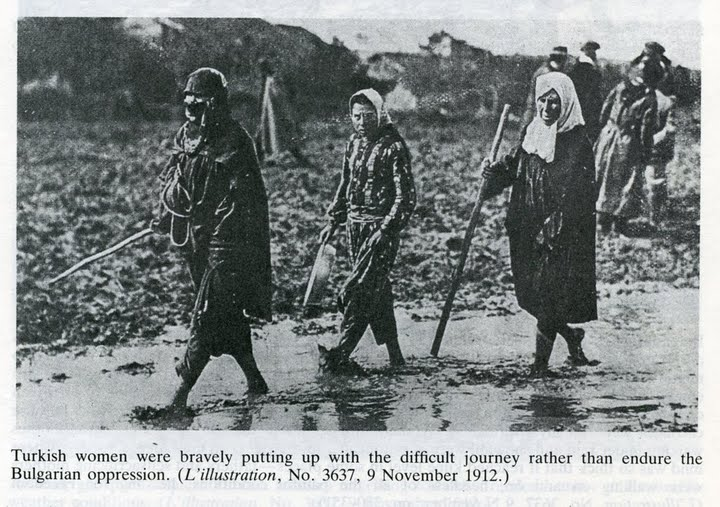
Les dones turques es van enfrontar amb valentia a aquest difícil viatge en comptes de suportar l'opressió búlgara (1912)

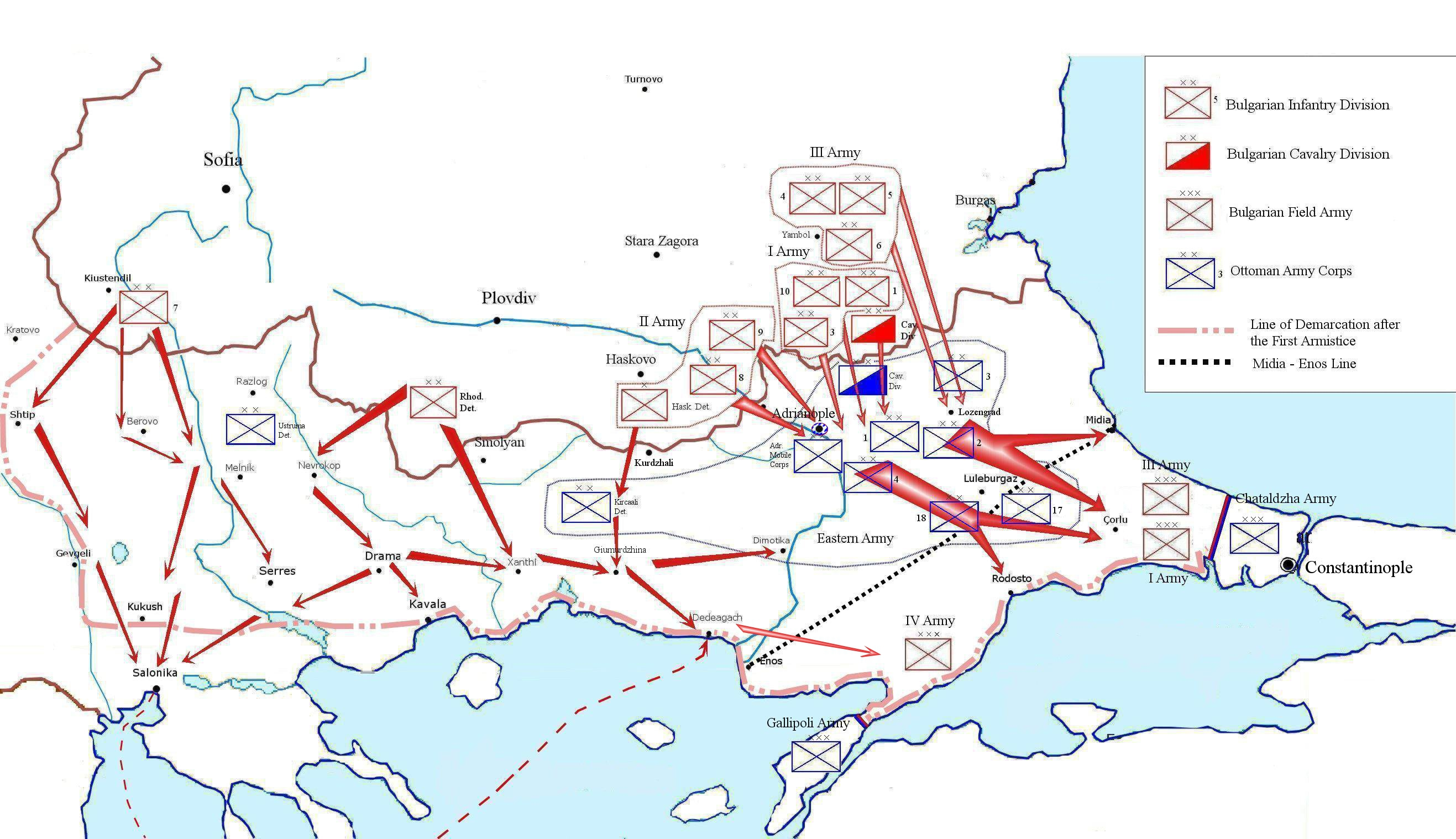
Operacions búlgares durant la guerra

El 8 d'octubre de 1912 el Regne de Montenegro inicià les hostilitats, i immediatament els exèrcits búlgar, serbi i grec seguiren els mateixos passos.
Després de la correcció de la frontera búlgara-otomana el 1886 després de la unificació de Bulgària, els otomans controlaven Kardzhali i les muntanyes dels voltants, i el seu exèrcit a la regió es trobava perillosament a prop del ferrocarril que connecta Plovdiv i Harmanli i la base dels exèrcits búlgars que havien d'avançar cap a Tràcia oriental, així que Nikola Ivanov, el comandant del 2n Exèrcit va ordenar a Vasil Delov que empenyés els otomans al sud del riu Arda. Els otomans foren derrotats a la batalla de Kardzhali i es van retirar a Mestanlı deixant enrere grans quantitats de municions i equips mentre els búlgars preparaven les defenses al llarg de l'Arda assegurant el flanc i la rereguarda de l'avanç cap a Adrianòpolis i Constantinoble. L'Alt Comandament otomà va decidir contraatacar l'exèrcit oriental per evitar que els búlgars tallessin el ferrocarril entre Salònica i Dedeağaç, però van ser derrotats de manera aclaparadora a la batalla de Kirk Kilisse. Nikola Ivanov va assetjar Adrianòpolis, però el primer i el tercer exèrcits no van poder perseguir les forces otomanes en retirada i aquests van poder reagrupar-se prenent posicions defensives al llarg de la línia Lüleburgaz - Bunar Hisar i foren derrotats a la batalla de Lüleburgaz,

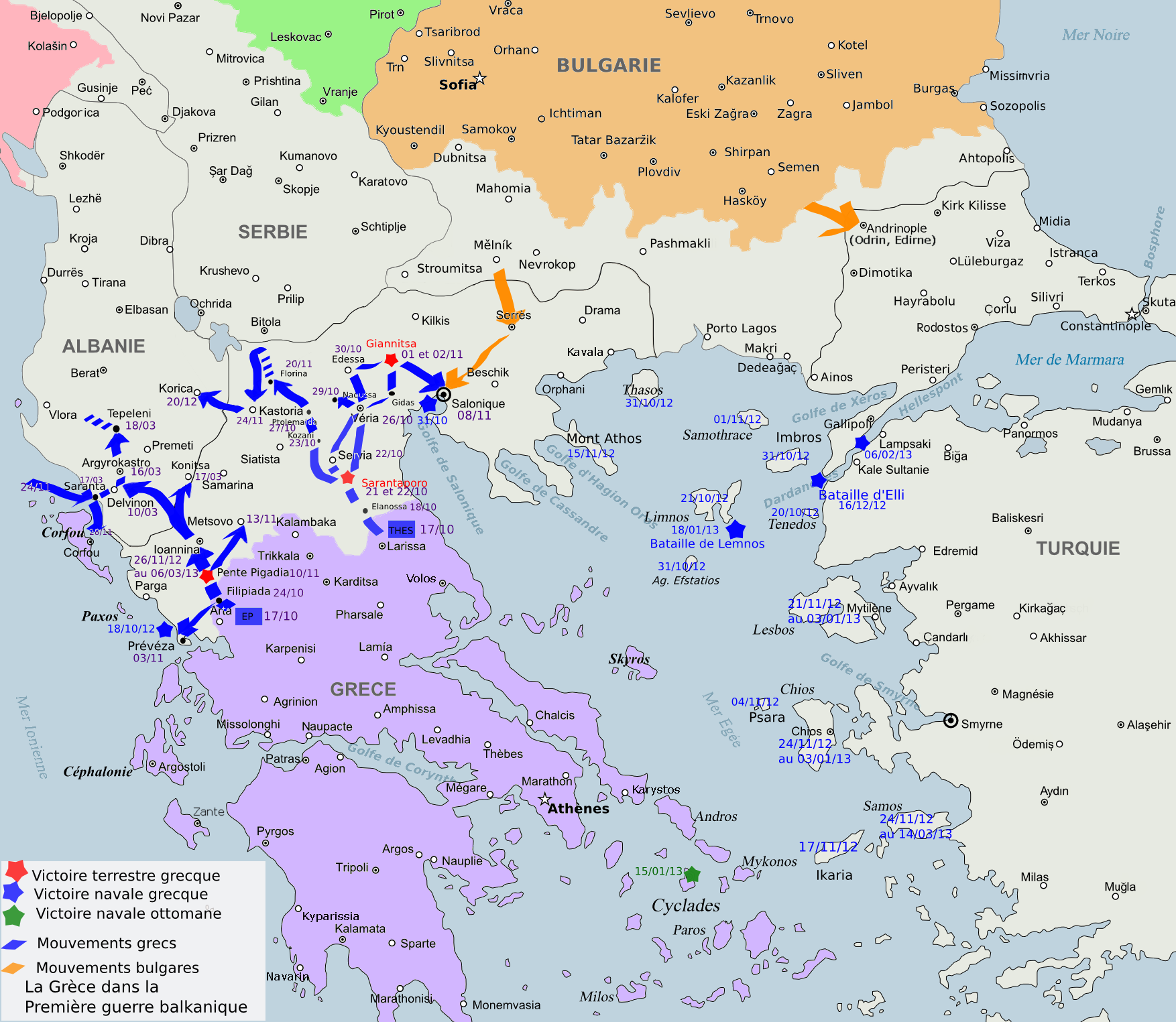
Avanç grec per Macedònia

Els serbis venceren en la batalla de Kumanovo el 23 i 24 d'octubre i els grecs aconseguiren ocupar Tessalònica. Quan el Regne de Sèrbia intentava obtenir accés a l'Adriàtic, l'exèrcit serbi va trobar una resistència significativa de la milícia albanesa a la regió de Luma, cosa que va resultar en la derrota de les forces sèrbies i assegurar la costa adriàtica central albanesa, així que els caps polítics albanesos van poder desembarcar a Durrës i procedir amb els seus plans per a l'eventual Declaració d'Independència d'Albània.
Les forces aliades avançaren cap a Constantinoble, però les potències occidentals els avisaren que no permetrien una ocupació de la capital i els turcs aconseguiren crear una línia de defensa al voltant de la ciutat, que el primer i tercer exèrcit búlgars combinats, sota el comandament general del tinent general Radko Dimitriev van intentar trencar a Çatalca el 17 de novembre però l'endemà les nombroses baixes van obligar a suspendre l'atac.
La línia de subministrament otomana havia quedat perillosament compromesa i la ruta marítima des de Constança fins a Istanbul es va convertir en vital per als otomans. La marina otomana va imposar un bloqueig a la costa búlgara i el 15 d'octubre, el comandant del creuer otomà Hamidiye va amenaçar de destruir Varna i Balchik, tret que les dues ciutats es rendissin, però el creuer fou greument malmès pels torpediners búlgars a la batalla de Kaliakra i el bloqueig s'alleugerí notablement. Per tal de mantenir la marina otomana confinada a la mar Negra i els Dardanels, l'Armada grega va bloquejar l'entrada de l'estret, i en conseqüència, els turcs van decidir enviar les seves naus per trencar el bloqueig i intentar recuperar el domini de la mar Egea i permetre l'abastiment de les illes que encara romanien en poder seu, sent derrotats a la batalla d'Elli el 16 de desembre de 1912, i ho van tornar a intentar el 18 de gener de 1913 a la batalla de Lemnos, en la flota otomana tornà a ser derrotada i no va tornar a intentar sortir dels Dardanels fins al final de la guerra, deixant el domini de l'Egeu en mans gregues.
El 18 de març de 1913, després que les tropes gregues haguessin capturat gran part de la Macedònia grega, el rei Jordi I de Grècia va ser assassinat amb un tret per l'esquena pel militant socialista Alexandros Schinas a Tessalònica, recentment conquerida.
La Força Aèria Búlgara bombardejà posicions turques a Edirne mentre que la Força Aèria Grega actuà sobre els Dardanels; fou la primera missió de cooperació aèria naval en la història. En aquestes condicions, el 3 de desembre Turquia demanà l'armistici i es convocà una reunió a Londres. Malgrat tot, el derrocament del govern turc per part d'Enver Bei el gener de 1913 trencà les negociacions, ja que Enver es mostrà decidit a prosseguir la guerra. Les operacions militars posteriors tampoc afavoriren els turcs, i Bulgària i Sèrbia ocuparen Adrianòpolis i Grècia s'apoderà Janina. Després de la victòria el 30 de maig de 1913 a la Batalla d'Adrianòpolis Turquia tornà a demanar la pau. Aquesta es redactà a Londres. Grècia obtenia Tessalònica, Creta, Lesbos, Quios, i el sud de Macedònia; Sèrbia obtenia el nord de Macedònia i Bulgària obtenia Tràcia i la costa del mar Negre.

## Conseqüències

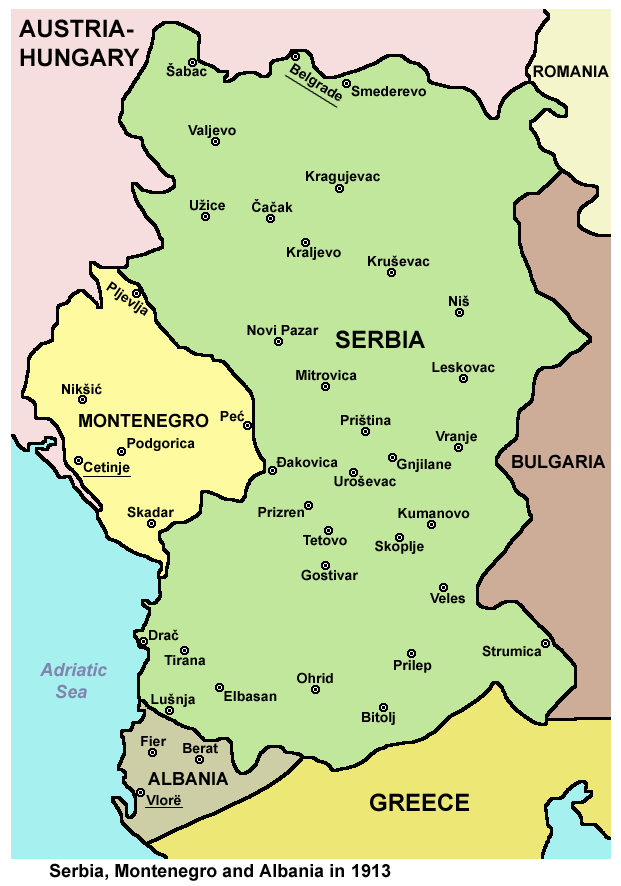
Serbia i Montenegro en 1913

Aquests acords s'havien de signar en una conferència de pau posterior, però aprofitant aquest interval de temps, Bulgària decidí atacar els seus aliats per obtenir guanys territorials que pogués reclamar en la conferència de pau. Així les tropes búlgares atacaren els serbis a Macedònia i els grecs a Tessalònica, iniciant l'anomenada Segona Guerra Balcànica.